# Латинська дорога

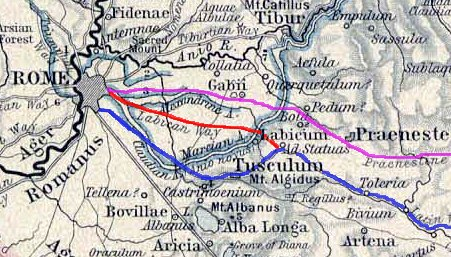
Латинська дорога (синій), Віа Лабікана (червоний колір) та Віа Пренесте (фіолетовий)

Латинська дорога (лат. Via Latina) — одна з найдавніших римських доріг. Однак не була новобудовою, а лише перебудовою старішої дороги.
Старішу дорогу римляни розширили у V — IV століттях до н. е. Дорога починається з Рима біля Порта Латіна (Латинських воріт) і проходила близько 147 римських миль (218 км) на південний схід через область латинів, через міста Ананьї, Ferentinum, Фрозіноне в Капуа. У Капуа Латинська дорога з'єднувалася з Аппієвою дорогою. Аппієва дорога була побудована паралельно Via Latina як зручніша для сполучення з Капуа.
Уздовж Латинської дороги розташовуються декілька катакомб, серед них багато прикрашених фресками. Одні з них катакомби, що отримали неофіційну назву — «катакомби на віа Латіна», знайдені лише у 1955 році.
Via Latina сьогодні як Via Casilina (SS 6) є частиною мережі італійських доріг.